# Saba (plante)
Genre
Saba  est un genre de plante de la famille Apocynaceae  décrite comme genre dès 1849. Les espèces de ce genre sont originaires de Madagascar, des Comores, et de la partie tropicale de l'Afrique,,,,,,,,,.

## Taxonomie
Le genre a été décrit principalement par Marcel Pichon et publié dans "Mémoires de l'Institut Français d'Afrique Noire" 35 : 302. 1953.

## Espèces
(d’après Kew Wcsp)  
- Saba comorensis (Bojer ex A. DC. ) Pichon - Madagascar, les Comores, l'Afrique, du Sénégal à la Somalie et du sud au Zimbabwe
- Saba senegalensis (A. DC. ) Pichon - Sahel ; du Sénégal à la République Centrafricaine
- Saba thompsonii (A. Chev. ) Pichon - W Afrique (Bénin, Togo, Burkina Faso, Ghana, Côte D'Ivoire, Nigeria)